# Баба-Тонка
Ба́ба-То́нка (болг. Баба Тонка) — село в Тирговиштській області Болгарії. Входить до складу общини Попово.

## Населення
За даними перепису населення 2011 року у селі проживала 91 особа.
Національний склад населення села:
| Національність   | Кількість осіб | Відсоток |
| ---------------- | -------------- | -------- |
| цигани           | 59             | 64,8%    |
| болгари          | 31             | 34,1%    |
| турки            | 0              | 0%       |
| Всього відповіли | 91             |          |

Розподіл населення за віком у 2011 році:
Динаміка населення: